# تولیدکننده طرح اصلی
یک تولیدکننده طرح اصلی یا ODM شرکتی است که محصولی را طراحی و تولید می‌کند که در نهایت توسط شرکت یا شرکت‌های دیگری برای فروش تغییر نام داده می‌شود. چنین شرکت‌هایی به شرکت مالک یا دارای امتیاز نام تجاری این اجازه را می‌دهند که بدون این‌که لازم باشد در کار مهندسی دقیق مورد نیاز برای تعیین یک محصول برای تولید و سازماندهی و اداره یک کارخانه شرکت کند محصولی را با نام خود روانه بازار کنند. (محصولات اودی‌ام ممکن است کسب و کار اصلی مالک برند باشد یا ممکن است مکمل خط دیگری از تجارت مانند خرده‌فروشی عمومی باشد) این روش در مقابل روش تولید قراردادی است که در آن شرکت طرف قرارداد محصول را طراحی کرده و ویژگی‌های آن را برای سازنده تعیین می‌کند.
تولیدکنندگان طراحی اصلی در سال‌های اخیر و تا تاریخ ۲۰۱۵ به مقدار قابل توجهی رشد کرده‌اند. بسیاری از آنها مقیاس تولید داخلی محصولاتی را دارند که توسط شرکت خریدار مارک شده‌است.
این مدل از ساخت به‌طور ویژه در تجارت بین‌المللی مورد استفاده قرار می‌گیرد؛ جایی که یک تولیدکننده طراحی اصلی محلی برای تولید کالاها برای یک شرکت خارجی استفاده می‌شود که مزیت‌هایی مانند نیروی کار کم، اتصالات حمل‌ونقل یا نزدیکی به بازارها را در معامله می‌بیند. فناوری‌های نوآورانه و/یا ثبت اختراع توسعه‌یافته/متعلق به سازنده طرح اصلی، دلیل دیگری برای این مدل توزیع محصول است. مدل‌های تولیدکننده طرح اصلی نیز در مواردی استفاده می‌شوند که قوانین مالکیت محلی احتمالاً مالکیت مستقیم دارایی‌ها توسط خارجی‌ها را ممنوع می‌کند، و به یک شرکت محلی اجازه می‌دهد برای یک شرکت محصولاتی با برند خاص تولید کند - چه برای بازار داخلی و چه برای صادرات.
این نوع کسب‌وکار بخشی از برون‌سپاری است. به عنوان مثال: کمپال الکترونیکس رایانه‌های نوت‌بوک و مانیتور می‌سازد و به عنوان یک تولیدکننده انبوه برای شرکت‌های تجاری متعددی عمل می‌کند که با کمک هزینه‌های کارگری پایین، حمل و نقل کم هزینه و ماهیت تقریباً یکسان ورودی‌های فیزیکی کالا (در مورد کمپال، اجزای کامپیوتر). تا تاریخ ۲۰۱۱، تولیدکنندگان طرح اصلی تایوانی نود و چهار درصد از تمام رایانه‌های نوت‌بوک را ساخته‌اند. برخی از شرکت‌ها مانند فلکس و ویسترون تولیدکننده طراحی اصلی و ارائه دهنده خدمات تولید الکترونیک هستند.
تلفن‌های نوکیا که از بعد ۲۰۱۶ تولید شده‌اند (اچ‌ام‌دی گلوبال) نمونه‌ای از برندی است که به تولیدکنندگان طراحی اصلی متکی است. در اواخر سال ۲۰۱۹، این برند از تکیه بر تنها یک سازنده طرح اصلی به چندین تولیدکننده طرح اصلی تغییر کرد.

## مالکیت معنوی
تولیدکنندگان طرح اصلی مالکیت معنوی خود را ایجاد می‌کنند و در ثبت اختراع آن بسیار فعال هستند. بیشتر پتنت‌های آنها در ایالات متحده، چین و تایوان ثبت شده‌است.